# Copa América 2011
Copa América 2011 jest 43. edycją turnieju, który organizowany jest przez CONMEBOL i miał miejsce w Argentynie. Mecz otwarcia odbył się 1 lipca 2011 w La Placie, zagrały w nim reprezentacje gospodarzy i Boliwii. W meczu finałowym, rozegranym 24 lipca 2011 w Buenos Aires Urugwaj zwyciężył z Paragwajem w stosunku 3:0. Obrońcą tytułu była Brazylia.

## Uczestnicy turnieju
| Drużyna                   | Najlepszy wynik                                                                                       | Miejsce w Rankingu FIFA |
| ------------------------- | --- | ----------------------- |
| Argentyna (gospodarz)     | 1. miejsce (1910, 1921, 1925, 1927, 1929, 1937, 1941, 1945, 1946, 1947, 1955, 1957, 1959, 1991, 1993) | 10                      |
| Brazylia (obrońca tytułu) | 1. miejsce (1919, 1922, 1949, 1989, 1997, 1999, 2004, 2007)                                           | 4                       |
| Boliwia                   | 1. miejsce (1963)                                                                                     | 80                      |
| Chile                     | 2. miejsce (1955, 1956, 1979, 1987)                                                                   | 11                      |
| Kolumbia                  | 1. miejsce (2001)                                                                                     | 35                      |
| Ekwador                   | 4. miejsce (1959, 1993)                                                                               | 67                      |
| Paragwaj                  | 1. miejsce (1953, 1979)                                                                               | 26                      |
| Peru                      | 1. miejsce (1939, 1975)                                                                               | 25                      |
| Urugwaj                   | 1. miejsce (1916, 1917, 1920, 1923, 1924, 1926, 1935, 1942, 1956, 1959, 1967, 1983, 1987, 1995, 2011) | 5                       |
| Wenezuela                 | 4. miejsce (2011)                                                                                     | 40                      |
| Kostaryka (gościnnie)     | Ćwierćfinał (2001, 2004)                                                                              | 56                      |
| Meksyk (gościnnie)        | 2. miejsce (1993, 2001)                                                                               | 20                      |

## Stadiony
| Buenos Aires                | Córdoba                          | Jujuy                                      | La Plata                   |
| --------------------------- | -------------------------------- | ------------------------------------------ | -------------------------- |
| Estadio Monumental          | Estadio Córdoba                  | Estadio 23 de Agosto                       | Estadio Ciudad de La Plata |
| Pojemność: 66.449           | Pojemność: 57.000                | Pojemność: 24.000                          | Pojemność: 53.000          |
|                             |                                  |                                            |                            |
| Mendoza                     | Salta                            | Santa Fe                                   | San Juan                   |
| Estadio Malvinas Argentinas | Estadio Padre Ernesto Martearena | Estadio Brigadier General Estanislao López | Estadio del Bicentenario   |
| Pojemność: 48.000           | Pojemność: 20.408                | Pojemność: 40.000                          | Pojemność: 25.000          |
|                             |                                  |                                            |                            |

## Faza grupowa

### Grupa A
| Zespół    | Pkt | M | W | R | P | Br+ | Br- | +/- |
| --------- | --- | - | - | - | - | --- | --- | --- |
| Kolumbia  | 7   | 3 | 2 | 1 | 0 | 3   | 0   | 3   |
| Argentyna | 5   | 3 | 1 | 2 | 0 | 4   | 1   | 3   |
| Kostaryka | 3   | 3 | 1 | 0 | 2 | 2   | 4   | -2  |
| Boliwia   | 1   | 3 | 0 | 1 | 2 | 1   | 5   | -4  |

| 1 lipca 2011 21:45 | Argentyna · Agüero 76' | 1:1(0:0)Raport | Boliwia · 48' Rojas | Estadio Ciudad de La Plata, La Plata · Sędzia: Roberto Silvera ( Urugwaj) |
|                    |                        |                |                     |                                                                           |

| 2 lipca 2011 15:30 | Kolumbia · Ramos 45' | 1:0(1:0)Raport | Kostaryka | Estadio 23 de Agosto, Jujuy · Sędzia: Enrique Osses ( Chile) |
|                    |                      |                |           |                                                              |

| 6 lipca 2011 21:45 | Argentyna | 0:0Raport | Kolumbia | Estadio Brigadier General Estanislao López, Santa Fe Sędzia: Sálvio Fagundes ( Brazylia) |
|                    |           |           |          |                                                                                          |

| 7 lipca 2011 19:15 | Boliwia | 0:2(0:0)Raport | Kostaryka · 14' Martinez · 33' Campbell | Estadio 23 de Agosto, Jujuy Sędzia: Carlos Vera ( Ekwador) |
|                    |         |                |                                         |                                                            |

| 10 lipca 2011 16:00 | Kolumbia · Falcao 14', 28' (k) | 2:0(2:0) | Boliwia | Estadio Brigadier General Estanislao López, Santa Fe Sędzia: Francisco Chacón ( Meksyk) |
|                     |                                |          |         |                                                                                         |

| 11 lipca 2011 21:45 | Argentyna · Agüero 45+1', 53' · Di María 64' | 3:0(1:0)Raport | Kostaryka | Estadio Córdoba, Córdoba Sędzia: Victor Hugo Rivera ( Peru) |
|                     |                                              |                |           |                                                             |

### Grupa B
| Zespół    | Pkt | M | W | R | P | Br+ | Br- | +/- |
| --------- | --- | - | - | - | - | --- | --- | --- |
| Brazylia  | 5   | 3 | 1 | 2 | 0 | 6   | 4   | 2   |
| Wenezuela | 5   | 3 | 1 | 2 | 0 | 4   | 3   | 1   |
| Paragwaj  | 3   | 3 | 0 | 3 | 0 | 5   | 5   | 0   |
| Ekwador   | 1   | 3 | 0 | 1 | 2 | 2   | 5   | -3  |

| 3 lipca 2011 16:00 | Brazylia | 0:0Raport | Wenezuela | Estadio Ciudad de La Plata, La Plata · Sędzia: Raúl Orosco ( Boliwia) |
|                    |          |           |           |                                                                       |

| 3 lipca 2011 18:30 | Paragwaj | 0:0Raport | Ekwador | Estadio Brigadier General Estanislao López, Santa Fe · Sędzia: Sergio Fabián Pezzotta ( Argentyna) |
|                    |          |           |         | |

| 9 lipca 2011 16:00 | Brazylia · Jádson 38' · Fred 89' | 2:21:0Raport | Paragwaj · 54' Santa Cruz · 66' Valdez | Estadio Córdoba, Córdoba · Sędzia: Wilmar Roldán ( Kolumbia) |
|                    |                                  |              |                                        |                                                              |

| 9 lipca 2011 18:30 | Wenezuela · González 61' | 1:0Raport | Ekwador | Estadio Padre Ernesto Martearena, Salta · Sędzia: Walter Quesada ( Kostaryka) |
|                    |                          |           |         |                                                                               |

| 13 lipca 2011 19:15 | Paragwaj · Alcaraz 33' · Barrios 63' · Riveros 86' | 3:31:1Raport | Wenezuela · 5' Rondon · 90' Fedor · 90+3' Perozo | Estadio Padre Ernesto Martearena, Salta Sędzia: Enrique Osses ( Chile) |
|                     |                                                    |              |                                                  |                                                                        |

| 13 lipca 2011 21:45 | Brazylia · Pato 28', 61' · Neymar 49', 71' | 4:21:1Raport | Ekwador · 37', 58' Caicedo | Estadio Córdoba, Córdoba Sędzia: Roberto Silvera ( Urugwaj) |
|                     |                                            |              |                            |                                                             |

### Grupa C
| Zespół  | Pkt | M | W | R | P | Br+ | Br- | +/- |
| ------- | --- | - | - | - | - | --- | --- | --- |
| Chile   | 7   | 3 | 2 | 1 | 0 | 4   | 2   | 2   |
| Urugwaj | 5   | 3 | 1 | 2 | 0 | 3   | 2   | 1   |
| Peru    | 4   | 3 | 1 | 1 | 1 | 2   | 2   | 0   |
| Meksyk  | 0   | 3 | 0 | 0 | 3 | 1   | 4   | -3  |

| 4 lipca 2011 19:15 | Urugwaj · Suárez 45+1' | 1:1(1:1)Raport | Peru · 23' Guerrero | Estadio del Bicentenario, San Juan Sędzia: Wilmar Roldán ( Kolumbia) |
|                    |                        |                |                     |                                                                      |

| 4 lipca 2011 21:45 | Chile · Paredes 67' · Vidal 73' | 2:1(0:1)Raport | Meksyk · 40' Araujo | Estadio del Bicentenario, San Juan Sędzia: Juan Soto ( Wenezuela) |
|                    |                                 |                |                     |                                                                   |

| 8 lipca 2011 19:15 | Urugwaj · Pereira 54' | 1:1(0:0)Raport | Chile · 65' Sánchez | Estadio Malvinas Argentinas, Mendoza Sędzia: Carlos Amarilla ( Paragwaj) |
|                    |                       |                |                     |                                                                          |

| 8 lipca 2011 21:45 | Peru · Guerrero 83' | 1:0(0:0)Raport | Meksyk | Estadio Malvinas Argentinas, Mendoza Sędzia: Sergio Pezzotta ( Argentyna) |
|                    |                     |                |        |                                                                           |

| 12 lipca 2011 19:45 | Chile · Corzo 90+2' (sam.) | 1:0(0:0)Raport | Peru | Estadio Malvinas Argentinas, Mendoza Sędzia: Sálvio Fagundes ( Brazylia) |
|                     |                            |                |      |                                                                          |

| 12 lipca 2011 21:45 | Urugwaj · A.Pereira 14' | 1:0(1:0)Raport | Meksyk | Estadio Ciudad de La Plata, La Plata Sędzia: Raul Orozco ( Boliwia) |
|                     |                         |                |        |                                                                     |

### Drużyny z 3 miejsc
| Grupa | Zespół    | Pkt | M | W | R | P | Br+ | Br- | +/- |
| ----- | --------- | --- | - | - | - | - | --- | --- | --- |
| C     | Peru      | 4   | 3 | 1 | 1 | 1 | 2   | 2   | 0   |
| B     | Paragwaj  | 3   | 3 | 0 | 3 | 0 | 5   | 5   | 0   |
| A     | Kostaryka | 3   | 3 | 1 | 0 | 2 | 2   | 4   | -2  |

## Faza finałowa

### Drabinka
|  |                                                       |             |                                        |                                       |       |          |                               |                                       |                                       |                                       |             |       |       |
|  | Ćwierćfinał                                           | Ćwierćfinał | Ćwierćfinał                            |                                       |       | Półfinał | Półfinał                      | Półfinał                              |                                       |                                       | Finał       | Finał | Finał |
|  | Ćwierćfinał                                           | Ćwierćfinał | Ćwierćfinał                            |                                       |       | Półfinał | Półfinał                      | Półfinał                              |                                       |                                       | Finał       | Finał | Finał |
|  | 16 lipca – Estadio Olímpico Chateau Carreras          |             |                                        |                                       |       |          |                               |                                       |                                       |                                       |             |       |       |
|  |                                                       |             |                                        |                                       |       |          |                               |                                       |                                       |                                       |             |       |       |
|  | Kolumbia                                              | Kolumbia    | 0                                      |                                       |       |          |                               |                                       |                                       |                                       |             |       |       |
|  | Kolumbia                                              | Kolumbia    | 0                                      | 19 lipca – Estadio Ciudad de La Plata |       |          |                               |                                       |                                       |                                       |             |       |       |
|  | Peru(ET)                                              | Peru(ET)    | 2                                      |                                       |       |          |                               |                                       |                                       |                                       |             |       |       |
|  | Peru(ET)                                              | Peru(ET)    | 2                                      |                                       |       | Peru     | Peru                          | 0                                     |                                       |                                       |             |       |       |
|  | 16 lipca – Estadio Brigadier General Estanislao López |             |                                        |                                       |       | Peru     | Peru                          | 0                                     |                                       |                                       |             |       |       |
|  |                                                       |             | Urugwaj                                | Urugwaj                               | 2     |          |                               |                                       |                                       |                                       |             |       |       |
|  | Argentyna                                             | Argentyna   | Urugwaj                                | Urugwaj                               | 2     | 1 (4)    |                               |                                       |                                       |                                       |             |       |       |
|  | Argentyna                                             | Argentyna   |                                        |                                       |       | 1 (4)    | 24 lipca – Estadio Monumental |                                       |                                       |                                       |             |       |       |
|  | Urugwaj                                               | Urugwaj     | 1 (5)                                  |                                       |       |          |                               |                                       |                                       |                                       |             |       |       |
|  | Urugwaj                                               | Urugwaj     | 1 (5)                                  |                                       |       | Urugwaj  | Urugwaj                       | 3                                     |                                       |                                       |             |       |       |
|  | 17 lipca – Estadio Ciudad de La Plata                 |             |                                        |                                       |       | Urugwaj  | Urugwaj                       | 3                                     |                                       |                                       |             |       |       |
|  |                                                       |             | Paragwaj                               | Paragwaj                              | 0     |          |                               |                                       |                                       |                                       |             |       |       |
|  | Brazylia                                              | Brazylia    | Paragwaj                               | Paragwaj                              | 0     | 0 (0)    |                               |                                       |                                       |                                       |             |       |       |
|  | Brazylia                                              | Brazylia    | 20 lipca – Estadio Malvinas Argentinas |                                       |       | 0 (0)    |                               |                                       |                                       |                                       |             |       |       |
|  | Paragwaj                                              | Paragwaj    | 0 (2)                                  |                                       |       |          |                               |                                       |                                       |                                       |             |       |       |
|  | Paragwaj                                              | Paragwaj    | 0 (2)                                  |                                       |       | Paragwaj | Paragwaj                      | 0 (5)                                 | o miejsce 3                           | o miejsce 3                           | o miejsce 3 |       |       |
|  | 17 lipca – Estadio del Bicentenario                   |             |                                        |                                       |       | Paragwaj | Paragwaj                      | 0 (5)                                 | o miejsce 3                           | o miejsce 3                           | o miejsce 3 |       |       |
|  |                                                       |             | Wenezuela                              | Wenezuela                             | 0 (3) |          |                               | 23 lipca – Estadio Ciudad de La Plata | 23 lipca – Estadio Ciudad de La Plata | 23 lipca – Estadio Ciudad de La Plata |             |       |       |
|  | Chile                                                 | Chile       | Wenezuela                              | Wenezuela                             | 0 (3) | 1        |                               | 23 lipca – Estadio Ciudad de La Plata | 23 lipca – Estadio Ciudad de La Plata | 23 lipca – Estadio Ciudad de La Plata |             |       |       |
|  | Chile                                                 | Chile       |                                        |                                       |       |          |                               | Peru                                  | Peru                                  | 4                                     |             |       |       |
|  | Wenezuela                                             | Wenezuela   | 2                                      |                                       |       |          |                               |                                       | Peru                                  | 4                                     |             |       |       |
|  | Wenezuela                                             | Wenezuela   | 2                                      |                                       |       |          |                               | Wenezuela                             | Wenezuela                             | 1                                     |             |       |       |
|  |                                                       |             |                                        |                                       |       |          |                               |                                       | Wenezuela                             | 1                                     |             |       |       |

### Ćwierćfinały
| 16 lipca 2011 16:00 | Kolumbia | 0:2, po dogrywce0:0Raport | Peru · Lobatón 102' · Vargas 112' | Estadio Olímpico Chateau Carreras, Córdoba · Sędzia: Francisco Chacón ( Meksyk) |
|                     |          |                           |                                   |                                                                                 |

| 16 lipca 2011 19:15                          | Argentyna · Higuaín 17' | 1:1 po dogrywce k. 4:51:1Raport              | Urugwaj · Pérez 5' | Estadio Brigadier General Estanislao López, Santa Fe · Sędzia: Carlos Amarilla ( Paragwaj) |
|                                              |                         |                                              |                    |                                                                                            |
|                                              |                         | Rzuty karne                                  |                    |                                                                                            |
| Messi · Burdisso · Tévez · Pastore · Higuaín |                         | Forlán · Suárez · Scotti · Gargano · Cáceres |                    |                                                                                            |

| 17 lipca 2011 16:00           | Brazylia | 0:0 po dogrywce k. 0:20:0Raport           | Paragwaj | Estadio Ciudad de La Plata, La Plata Sędzia: Sergio Pezzotta ( Argentyna) |
|                               |          |                                           |          |                                                                           |
|                               |          | Rzuty karne                               |          |                                                                           |
| Elano · Silva · Santos · Fred |          | Barreto · Estigarribia · Cristian Riveros |          |                                                                           |

| 17 lipca 2011 19:15 | Chile · Suazo 69' | 1:20:1Raport | Wenezuela · Vizcarrondo 34' · Cichero 80' | Estadio del Bicentenario, San Juan Sędzia: Carlos Vera ( Ekwador) |
|                     |                   |              |                                           |                                                                   |

### Półfinały
| 19 lipca 2011 21:45 | Peru | 0:20:0Raport | Urugwaj · Suárez 52', 57' | Estadio Ciudad de La Plata, La Plata Widzów: 35000 Sędzia: Raul Orozco ( Boliwia) |
|                     |      |              |                           |                                                                                   |

| 20 lipca 2011 21:45                             | Paragwaj | 0:0 k. 5:30:0Raport              | Wenezuela | Estadio Malvinas Argentinas, Mendoza Sędzia: Francisco Gutierrez ( Meksyk) |
|                                                 |          |                                  |           |                                                                            |
|                                                 |          | Rzuty karne                      |           |                                                                            |
| Ortigoza · Barrios · Riveros · Martinez · Verón |          | Maldonado · Rey · Lucena · Fedor |           |                                                                            |

### O 3. miejsce
| 23 lipca 2011 16:00 | Peru · Chiroque 41' · Guerrero 63', 89', 90+2' | 4:11:0Raport | Wenezuela · Arango 77' | Estadio Ciudad de La Plata, La Plata Sędzia: Wilmar Roldán ( Kolumbia) |
|                     |                                                |              |                        |                                                                        |

### Finał

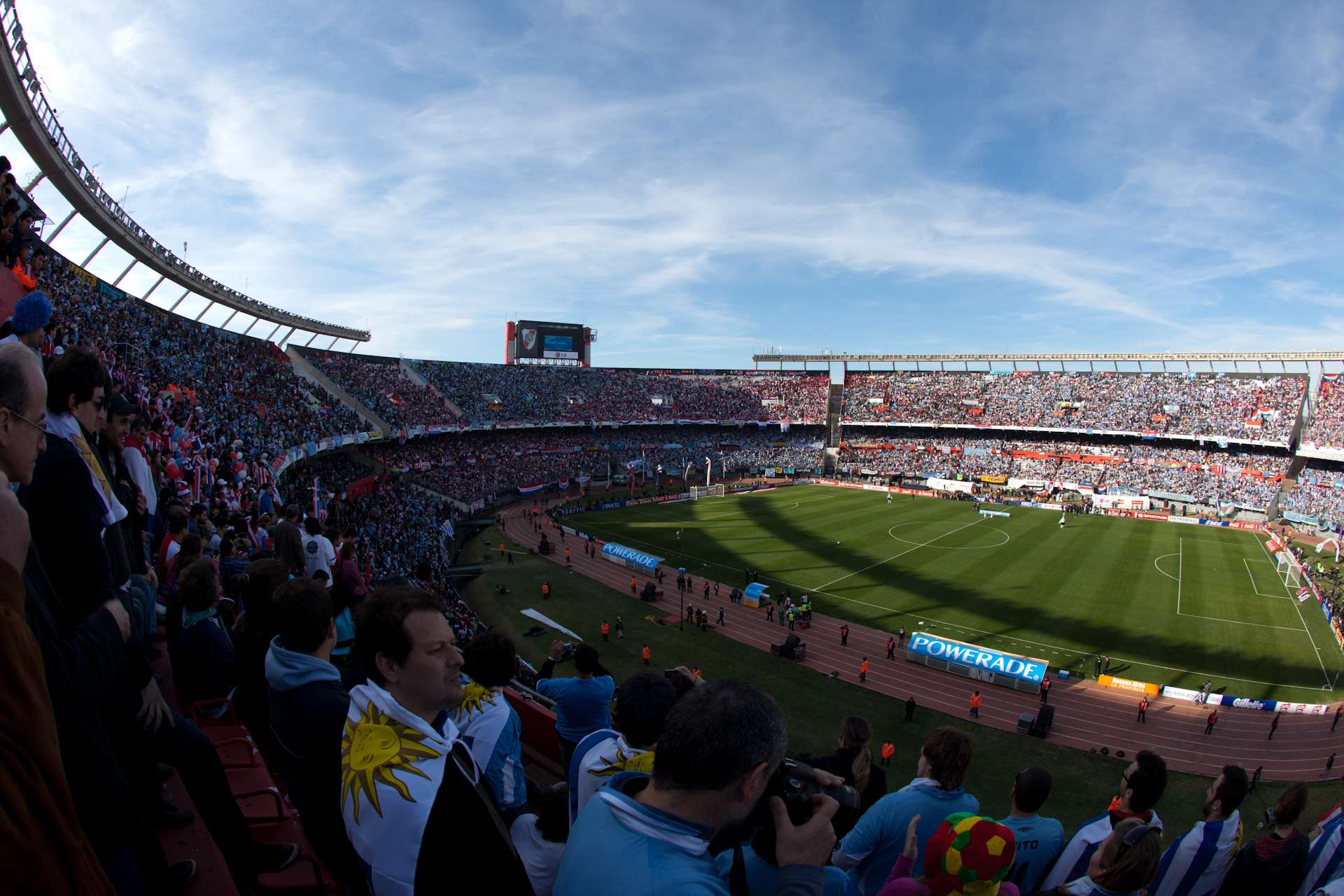
Widok z trubun podczas finału.

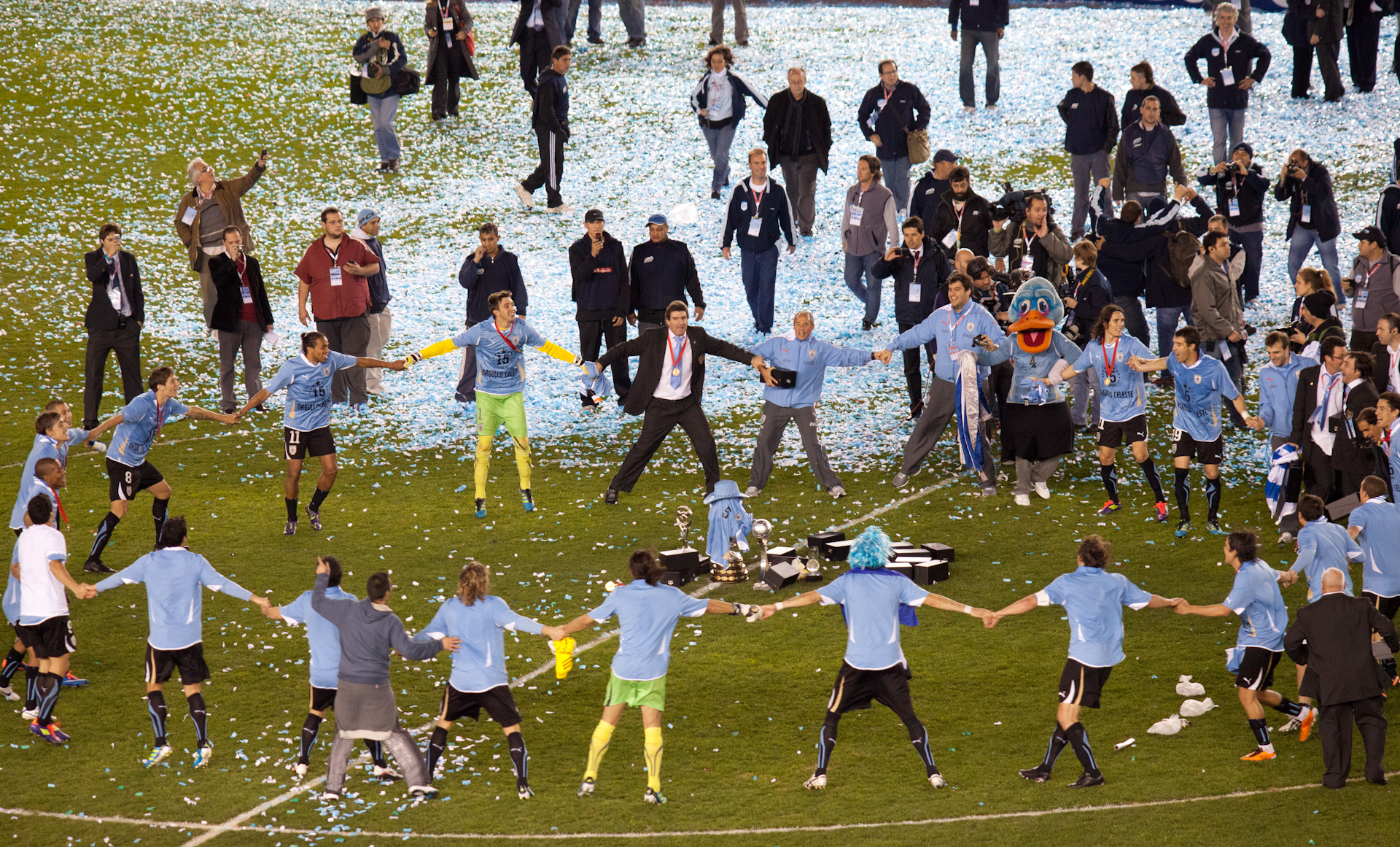
Piłkarze Urugwaju po zdobyciu mistrzostwa.

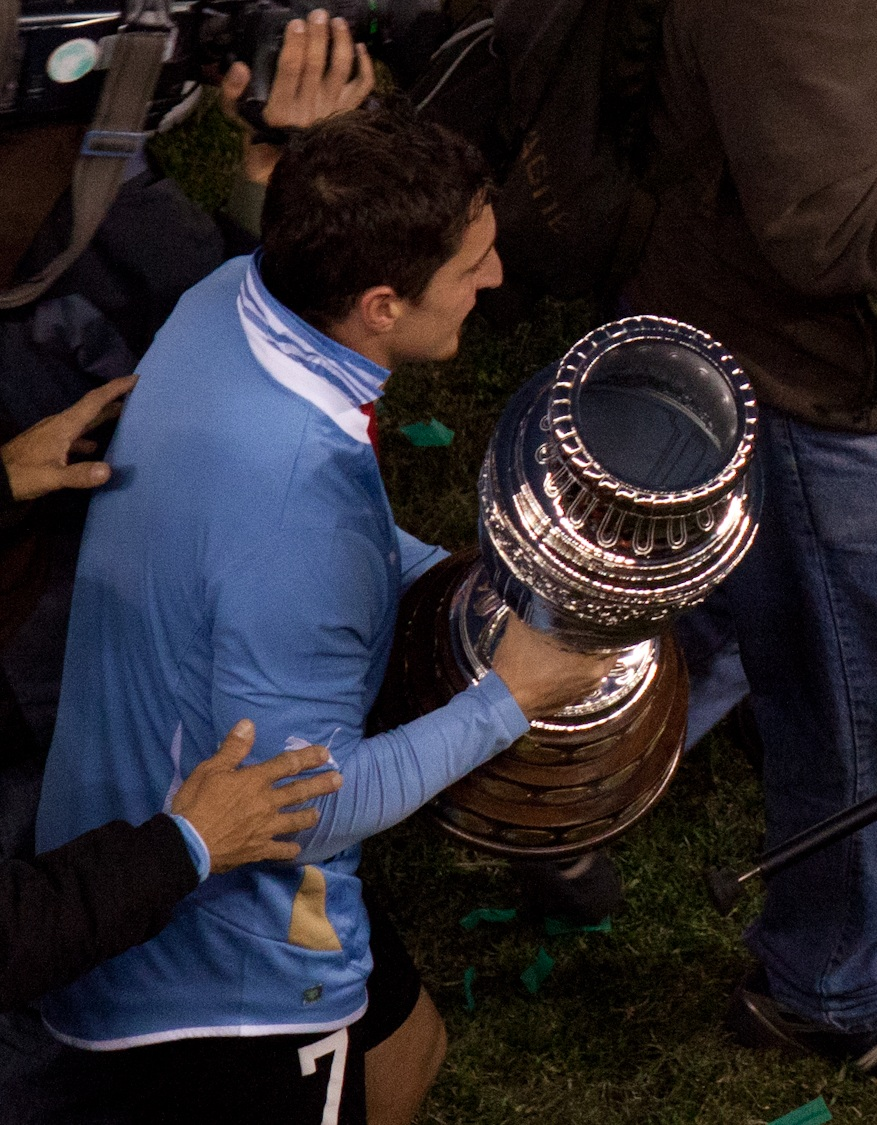
Cristian Rodríguez z pucharem.

| 24 lipca 2011 16:00 | Urugwaj · Suárez 11' · Forlan 41', 89' | 3:0(2:0)Raport | Paragwaj | Estadio Monumental, Buenos Aires Sędzia: Sálvio Fagundes ( Brazylia) |
|                     |                                        |                |          |                                                                      |

## Strzelcy
5 goli
- José Guerrero

4 gole
- Luis Suárez

3 gole
- Sergio Agüero

2 gole
- Alexandre Pato
- Neymar
- Felipe Caicedo
- Radamel Falcao
- Álvaro Pereira
- Diego Forlán

1 gol
| - Ángel Di María - Gonzalo Higuaín - Edivaldo Rojas - Fred - Jádson - Esteban Paredes - Alexis Sánchez - Arturo Vidal - Humberto Suazo - Adrián Ramos |  | - Joel Campbell - Josué Martínez - Néstor Araujo - Antolín Alcaraz - Lucas Barrios - Cristian Riveros - Roque Santa Cruz - Nelson Valdez |  | - Carlos Lobatón - Juan Manuel Vargas - William Chiroque - Diego Pérez - Nicolás Fedor - César Eduardo González - Grenddy Perozo - José Salomón Rondón - Oswaldo Vizcarrondo - Gabriel Cichero - Juan Arango |

Gole samobójcze
- Aldo Corzo (dla Chile)

## Nagrody
- MVP:  Luis Suárez
- Najlepszy strzelec:  Paolo Guerrero
- Najlepszy młody gracz:  Sebastián Coates
- Najlepszy bramkarz:  Justo Villar
- Nagroda Fair Play:  Diego Lugano